# Janie Wagstaff
Elizabeth Jane „Janie“ Wagstaff (* 22. Juli 1974 in Kansas City, Missouri) ist eine ehemalige Schwimmerin aus den Vereinigten Staaten. Sie gewann bei Olympischen Spielen eine Goldmedaille sowie bei Weltmeisterschaften eine Goldmedaille und zwei Bronzemedaillen.

## Karriere
Bei den Schwimmweltmeisterschaften 1991 in Perth siegte die 4-mal-100-Meter-Lagenstaffel der Vereinigten Staaten in der Besetzung Janie Wagstaff, Tracey McFarlane, Crissy Ahmann-Leighton und Nicole Haislett vor den Australierinnen und der deutschen Staffel. Im 100-Meter-Rückenschwimmen siegte die Ungarin Krisztina Egerszegi vor ihrer Landsfrau Tünde Szabó, Janie Wagstaff gewann die Bronzemedaille. Über 200 Meter Rücken siegte ebenfalls Egerszegi. Hinter der Deutschen Dagmar Hase erreichte Wagstaff auch hier den dritten Platz. Im August 1991 fanden in Edmonton die Pan Pacific Swimming Championships 1991 statt. Wagstaff siegte mit der Lagenstaffel und über 100 Meter Rücken. Über 200 Meter Rücken erhielt sie die Bronzemedaille.
Bei den Olympischen Spielen 1992 in Barcelona fand zunächst der Wettbewerb über 100 Meter Rücken statt. Wagstaff erreichte das Finale mit der fünftschnellsten Vorlaufzeit. Im Finale siegten die Ungarinnen Krisztina Egerszegi und Tünde Szabó, dahinter gewann Lea Loveless aus den Vereinigten Staaten die Bronzemedaille vor der Australierin Nicole Stevenson, drei Hundertstelsekunden hinter Stevenson schlug Wagstaff als Fünfte an. Die 4-mal-100-Meter-Lagenstaffel aus den Vereinigten Staaten qualifizierte sich in der Besetzung Janie Wagstaff, Megan Kleine, Summer Sanders und Nicole Haislett für das Finale und schwamm dabei die drittschnellste Zeit der Vorläufe. Im Finale traten Lea Loveless, Anita Nall, Crissy Ahmann-Leighton und Jenny Thompson für die Vereinigten Staaten an und siegten in der Weltrekordzeit von 4:02,54 Minuten mit zweieinhalb Sekunden Vorsprung auf die deutsche Staffel. Dieser Weltrekord wurde bei den Schwimmweltmeisterschaften 1994 unterboten. Einen Tag nach dem Staffelfinale qualifizierte sich Wagstaff mit der neuntbesten Vorlaufzeit nur für das B-Finale über 200 Meter Rücken und zog dann zurück.
Janie Wagstaff studierte an der University of Florida. 1996 versuchte sie noch einmal, sich für die Olympischen Spiele zu qualifizieren, das gelang ihr aber nicht.